# Duc crestat
El duc crestat (Lophostrix cristata) és una espècie d'ocell de la família dels estrígids (Strigidae) i única espècie del gènere Lophostrix.. Habita formacions forestals de la zona Neotropical, des dels estats mexicans de Veracruz, Oaxaca, Chiapas, cap al sud, a través d'Amèrica Central fins a Panamà, i en Amèrica del Sud, a l'oest i nord de Colòmbia, oest de Veneçuela, Guaiana, est de l'Equador i del Perú, nord de Bolívia i oest del Brasil. El seu estat de conservació es considera de risc mínim.